# William Henry Perkin (1860–1929)
Ifj. William Henry Perkin (Sudbury, 1860. június 17. – Oxford, 1929. szeptember 17.) Davy-érmes angol vegyész, id. William Henry Perkin fia.

## Élete
Az azóta Londonhoz csatolt Sudbury-ben született. Egyetemi tanulmányait (ahogy apja is) a londoni Royal College of Science-ben végezte, majd Münchenben, a Lajos–Miksa Egyetemen habilitált; itt Adolf von Baeyer asszisztense és 1883–1886 között az egyetem magántanára (Privatdozent) volt. Ezután különböző brit egyetemeken lett a kémia professzora:
- Heriot Watt College (Edinborough-i Egyetem, 1887)
- Owens College (Manchesteri Egyetem — Victoria University of Manchester, 1892)
- Oxfordi Egyetem (1913).

Baeyerrel mindvégig kapcsolatban maradt, és egykori professzorának halála (1917) után ő mondta az emlékbeszédet.

## Munkássága
Főbb kutatási területei:
- malonészterek szintézise (1883—1885),
- metilénciklohexán-származékok allénizomériája (1909),
- terpének (terpinol, kámfor, szilvesztrén) szerkezete és szintézise (1900–1909)
- alkaloidok (narkotin, norharman, kriptopin, harmalaalkaloidok) szerkezete és szintézise (1910–1919).

Jelentősen hozzájárult a sztrichnin és a brucin szerkezetének megismeréséhez.